# Marsjyntsi
Marsjyntsi (ukrainska: Маршинці, ryska: Маршинцы; Marsjintsy, rumänska: Marșenița) är en by (selo) med cirka 5 000 invånare i Novoselytsija rajon, i Tjernivtsi Oblast i västra Ukraina. Sångerskan och artisten Sofia Rotaru och hennes syster Aurica Rotaru föddes i staden.

## Historia
Byn omnämndes första gången år 1611. Staden ligger ca 30 kilometer utanför Tjernivtsi. Marsjyntsis bosatta utgörs idag främst av etniska moldavier.[källa behövs] Byns befolkning talar i huvudsak rumänska.